# 野付水道

北方地域付近での野付水道の位置

野付水道（のつけすいどう、ロシア語：イズメナ海峡 Пролив Измены、 意味は「裏切り海峡」）は、北海道の野付半島竜神埼と千島列島の国後島ケラムイ崎を隔てる幅約 17 キロメートルの海峡（水道）。根室海峡の最狭部である。水深は深いところで 50 メートルほどだが、両側と中央部に浅瀬が散在するため、可航幅は 2 - 4 キロメートルしかない。
1945年のソ連の千島占領以降、この海峡は日露両国の事実上の国境線となっている。